# Mingus

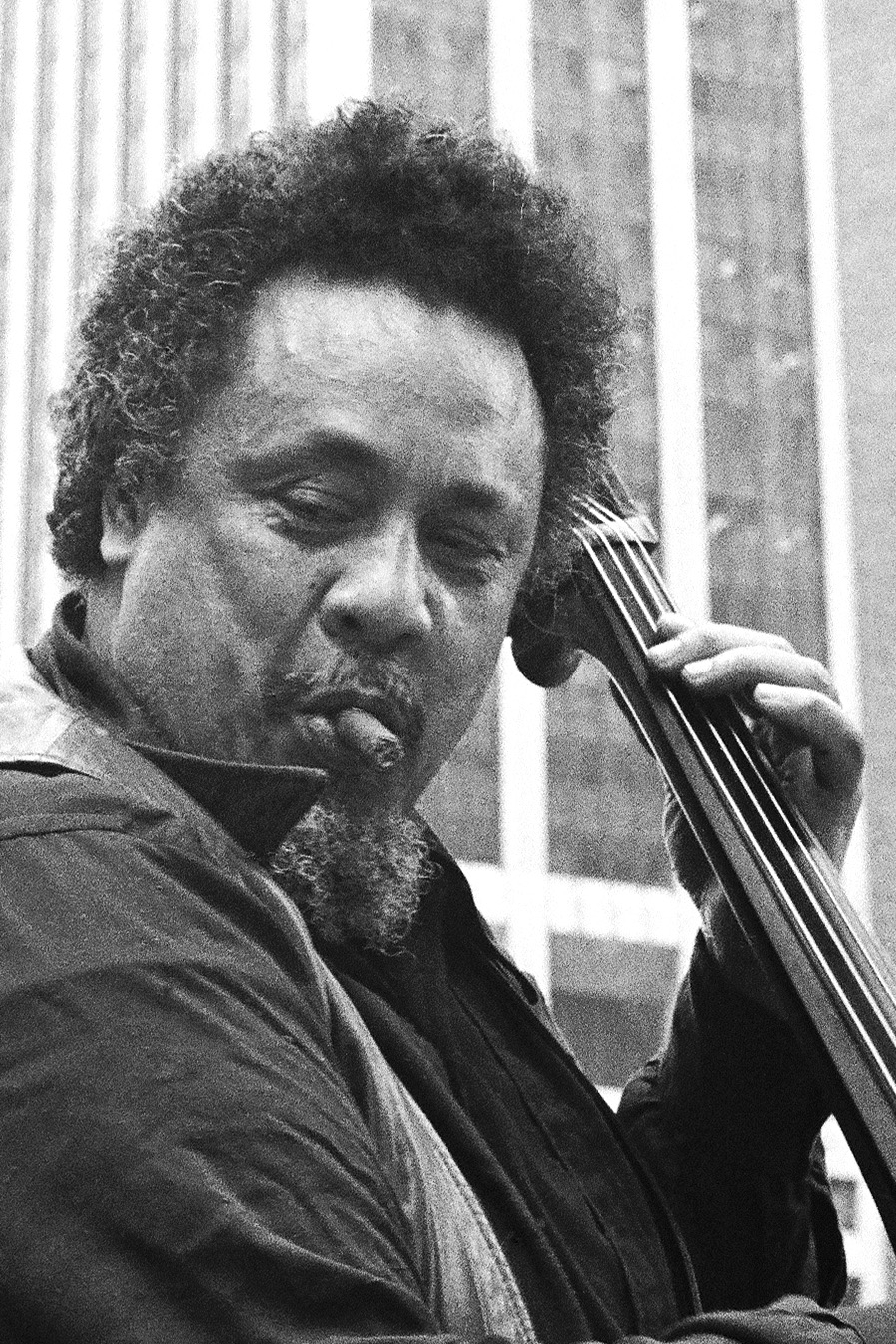
Charles Mingus - Bi Centenial, Lower Manhattan 4 de julio de 1976.

Mingus fue el álbum con el que la cantante de jazz Joni Mitchell rindió homenaje en 1979 a la figura de Charles Mingus. En la grabación en los A&M Studios de Hollywood se reunió a grandes figuras del jazz. Las portadas e interiores de la edición original del L.P incluían pinturas sobre Charles Mingus, realizadas por la propia Joni Mitchell.

## Intérpretes
- Joni Mitchell: guitarra y voz.
- Jaco Pastorius: bajo, arreglo de vientos en The dry cleaner from Des Moines.
- Wayne Shorter: saxo soprano.
- Herbie Hancock: piano eléctrico.
- Peter Erskine: batería.
- Don Alias: congas.
- Emil Richard Lobos: percusión.

## Listado de temas
1. Happy birthday 1975 - 0:57
2. God must be a boogie man (J. Mitchell) - 4:33
3. Funeral - 1:07
4. A chair in the sky (Mitchell-Mingus) - 6:40
5. The wolf that lives in Lindsey - 6:33
6. I's a muggin - 0:07
7. Sweet sucker dance - (Mitchell-Mingus) - 8:06
8. Coin in the pocket - 0:11
9. The dry cleaner of Des Moines - 3:22
10. Lucky - 0:03
11. Goodbye Pork Pie Hat (Mirchell-Mingus) - 5:41